# Paul Otto
Pour les articles homonymes, voir Otto.
Paul Otto, nom de scène de Paul Otto Schlesinger (né le 8 février 1878 à Berlin, mort le 30 novembre 1943 dans la même ville) est un acteur, réalisateur et scénariste allemand.

## Biographie
Paul Otto fait un apprentissage dans le commerce, mais prend des cours de théâtre en parallèle. Il fait ses débuts sur scène en 1895. Après des engagements à Halle, Wiesbaden et Hanovre, il vient à Berlin en 1906, où il joue sur presque toutes les grandes scènes jusqu'à sa mort. À partir de 1910, Otto est acteur de cinéma, souvent pour Max Mack, Alwin Neuß et Georg Jacoby, et à partir de 1911, il est réalisateur. Son rôle préféré en tant qu'acteur de cinéma est le gentleman : officiers et diplomates, juges, professeurs, mais aussi séducteurs sans scrupules.
Paul Otto est scénariste et producteur, il fonde Argus-Film GmbH avec Marcel Boas en juin 1918. Sa production la plus ambitieuse est Intoxication, réalisée par Ernst Lubitsch en 1919, avec Asta Nielsen dans le rôle principal. Dans le film Erdgift de 1919, qu'il écrit et réalise, il traite des motifs du drame de Frank Wedekind avec des dispositifs stylistiques expressionnistes. Après des rôles dans 96 films muets, il passe sans complication au cinéma parlant.
Après l'arrivée au pouvoir des nazis en 1933, Paul Otto se tourne de plus en plus vers le théâtre. Il apparaît également dans de nombreux films, mais toujours dans des seconds rôles. Son origine juive est d'abord restée inconnue. En 1937, il est même nommé Staatsschauspieler (de) en raison de son travail sur scène au Deutsches Theater. En 1942, il prend la direction du département de la scène de la Chambre du théâtre du Reich.
Par hasard, l'ascendance juive de Paul Otto est découverte à l'automne 1943. Pour éviter l'exclusion, il se suicide avec sa femme, l'actrice Charlotte Klinder.

## Filmographie

### En tant que réalisateur
- 1911 : Die Dieben (court métrage)
- 1912 : Rätsel des Herzens (court métrage)
- 1912 : Der Ukko Till, der Kunstschütze (court métrage)
- 1913 : In der Dämmerung (de)
- 1915 : Maria
- 1915 : Guido im Paradies (court métrage)
- 1915 : Guido, der Erste (court métrage)
- 1915 : Dorrits Chauffeur (court métrage)
- 1915 : Das Recht der Erstgeborenen (court métrage)
- 1915 : Florians Tante (court métrage)
- 1915 : Elses letzter Hauslehrer (court métrage)
- 1916 : Dorrits Eheglück
- 1916 : Die Zwillingsschwestern (court métrage)
- 1918 : Katinka
- 1919 : Der Tod und die Liebe
- 1919 : Erdgift (de)
- 1920 : Der Staatsanwalt
- 1920 : Brutal
- 1924 : Künstlerlaunen

### En tant que scénariste
- 1917 : Die Spinne (de)
- 1917 : Das Mädel von nebenan (court métrage)
- 1917 : Der Fremde
- 1917 : Die Tochter der Gräfin Stachowska
- 1917 : Zwei blaue Jungen (de)
- 1917 : Die Faust des Schicksals
- 1918 : Der Mann im Havelock (de)
- 1918 : Das Spiel vom Tode
- 1918 : Katinka
- 1919 : Kreuziget sie!
- 1919 : Der Tod und die Liebe
- 1919 : Erdgift (de)

### En tant qu'acteur
- 1910 : Arsene Lupin contra Sherlock Holmes
- 1911 : Opfer der Untreue
- 1911 : Holmes contra Professor Moriarty
- 1911 : Arsène Lupins Tod
- 1912 : Der Fluch der Sünde
- 1913 : Rechte des Herzens
- 1913 : In der Dämmerung (de)
- 1913 : Die Filmprimadonna (de)
- 1915 : Vordertreppe – Hintertreppe (de)
- 1915 : Maria
- 1916 : Der Sumpf
- 1916 : Das Geständnis der grünen Maske
- 1917 : Der lebende Tote
- 1917 : Der Geigenspieler (de)
- 1918 : Emilia Galotti
- 1919 : Bettler-G.m.b.H.
- 1919 : Moral und Sinnlichkeit
- 1919 : Die Insel der Glücklichen (de)
- 1919 : Das ewige Rätsel (de)
- 1919 : Der Tod und die Liebe
- 1919 : Der Weg, der zur Verdammnis führt, 2. Teil. Hyänen der Lust (de)
- 1919 : Wolkenbau und Flimmerstern (de)
- 1919 : Letzte Liebe
- 1919 : Die Rache ist mein
- 1920 : Das Skelett des Herrn Markutius (de)
- 1920 : Judith Trachtenberg (de)
- 1920 : Arme Violetta
- 1920 : Brutal
- 1921 : L'Homme sans nom (de)
- 1921 : Die Sonne Asiens
- 1921 : Die schwarze Rose von Cruska
- 1921 : Le Rail
- 1921 : Die Erbin von Tordis
- 1921 : Die Sünden der Mutter
- 1921 : Pariserinnen
- 1921 : Aschermittwoch
- 1922 : Seine Exzellenz von Madagaskar
- 1922 : Maciste et la créôle
- 1922 : Die Macht der Versuchung
- 1922 : Miss Rockefeller filmt
- 1922 : Die Flucht in die Ehe. Der große Flirt
- 1922 : Tabea, stehe auf!
- 1922 : Schminke
- 1922 : Die Schneiderkomteß
- 1923 : Mädchen, die man nicht heiratet
- 1924 : Inge Larsen
- 1924 : Thamar, das Kind der Berge
- 1924 : Komödianten des Lebens
- 1924 : Muß die Frau Mutter werden ?
- 1925 : Die Frau von vierzig Jahren
- 1925 : Husarenfieber
- 1925 : Frauen, die nicht lieben dürfen
- 1925 : Frauen, die man oft nicht grüßt
- 1925 : Das alte Ballhaus
- 1925 : Der Herr ohne Wohnung
- 1926 : Frauen der Leidenschaft
- 1926 : Die Straße des Vergessens
- 1927 : La Duchesse de Langeais
- 1927 : Verbotene Liebe
- 1927 : Potsdam, das Schicksal einer Residenz
- 1927 : Die Achtzehnjährigen
- 1927 : Die Lorelei
- 1927 : Die Frauengasse von Algier (de)
- 1927 : Die Jagd nach der Braut
- 1927 : Primanerliebe
- 1927 : Grand Hotel…! (de)
- 1927 : Die rollende Kugel (de)
- 1927 : Der Kampf des Donald Westhof (de)
- 1927 : Höhere Töchter (de)
- 1927 : Das Schicksal einer Nacht
- 1927 : Benno Stehkragen
- 1928 : So küßt nur eine Wienerin
- 1928 : Die Sandgräfin (de)
- 1928 : Die geheime Macht
- 1928 : Der fesche Husar
- 1928 : Die Rothausgasse
- 1928 : Der Raub der Sabinerinnen (de)
- 1928 : Der Zarewitsch
- 1929 : Le Coq rouge
- 1929 : Nachtgestalten (de)
- 1929 : Die Liebe der Brüder Rott d'Erich Waschneck
- 1929 : La Fuite devant l'amour
- 1929 : Heilige oder Dirne
- 1929 : § 173 St.G.B. Blutschande (de)
- 1929 : Trust der Diebe
- 1930 : Einbruch im Bankhaus Reichenbach
- 1930 : Zärtlichkeit
- 1930 : Ein Tango für Dich
- 1930 : Drei Tage Mittelarrest (de)
- 1931 : Danseuses pour Buenos Aires
- 1931 : Tempête dans un verre d'eau
- 1931 : Kinder vor Gericht
- 1931 : Elisabeth von Österreich (de)
- 1931 : Der Ball (de)
- 1931 : Die andere Seite
- 1931 : Jeunes gens sous l'uniforme
- 1931 : Le Capitaine de Köpenick (de)
- 1931 : Yorck
- 1932 : Wäsche – Waschen – Wohlergehen
- 1932 : Es wird schon wieder besser
- 1932 : Raspoutine
- 1932 : Kitty schwindelt sich ins Glück
- 1932 : Hasenklein kann nichts dafür (de)
- 1932 : Kavaliere vom Kurfürstendamm
- 1932 : Ja, treu ist die Soldatenliebe
- 1932 : Die Tänzerin von Sanssouci (de)
- 1932 : Die – oder keine (de)
- 1932 : Kiki
- 1932 : Amour de princesse (de)
- 1932 : Glück über Nacht
- 1933 : Le Front invisible
- 1933 : La Chorale de Leuthen
- 1933 : Liebelei
- 1933 : Spione am Werk (de)
- 1933 : Sag mir, wer Du bist
- 1933 : Kind, ich freu' mich auf Dein Kommen
- 1933 : Roman einer Nacht
- 1933 : Sonnenstrahl (de)
- 1933 : Les Contes de Mlle Hoffmann
- 1933 : Der Zarewitsch
- 1933 : Der Polizeibericht meldet
- 1934 : Zwischen zwei Herzen (de)
- 1934 : Du bist entzückend, Rosmarie!
- 1936 : La Neuvième Symphonie
- 1936 : Das Schloß in Flandern
- 1936 : Escapade
- 1936 : Togger
- 1937 : Unternehmen Michael
- 1937 : Das Geheimnis um Betty Bonn
- 1938 : Frau Sylvelin
- 1938 : Was tun, Sibylle?
- 1938 : Kleines Bezirksgericht (de)
- 1938 : Pour le Mérite
- 1939 : Aufruhr in Damaskus
- 1939 : Ich verweigere die Aussage
- 1939 : Der Gouverneur (de)
- 1939 : Une femme sans passé
- 1939 : Die Geliebte (de)
- 1939 : La Lutte héroïque
- 1939 : D III 88
- 1940 : Leidenschaft
- 1940 : Étoile de Rio
- 1940 : Le Renard de Glenarvon
- 1940 : Trenck, der Pandur (de)
- 1940 : Scandale à Vienne